# 로곤오리앙탈주

로곤오리앙탈주

로곤오리앙탈주(프랑스어: Région du Logone Oriental, 아랍어: منطقة لوقون الشرقي)는 차드 남서부에 위치한 주로, 주도는 도바이며 4개 현(라냐현, 라냐팡데현, 라팡데현, 몽트드랑현)을 관할한다.